# Nikolaos Giannakopoulos
Nikolaos Giannakopoulos (Grieks: Νικόλαος Γιαννακόπουλος; Tripolis, 19 februari 1993) is een Grieks voetballer die speelt als doelman. In juli 2024 verruilde hij Ekenäs IF voor Panionios.

## Carrière
Giannakopoulos speelde in de jeugdopleiding van Asteras Tripolis, terwijl hij ook nog even speelde in de jeugd van het Engelse Blackburn Rovers. In 2011 verkaste de doelman transfervrij naar Udinese, waar hij een vijfjarige verbintenis ondertekende. Na één jaar met slechts wedstrijden bij de beloften werd hij verhuurd aan Panionios. Daar maakte hij op 27 augustus 2012 zijn debuut. Op die dag werd de thuiswedstrijd tegen Aris Saloniki met 1–0 gewonnen. In de twee jaar dat Giannakopoulos bij Panionios op huurbasis actief was, kwam hij in zevenentwintig wedstrijden uit.
In 2014 werd hij definitief overgenomen door Panionios. Een jaar later verkaste de doelman naar Panathinaikos. Dat verhuurde hem in 2016 voor de duur van één seizoen aan Aris Limasol. Na afloop van deze verhuurperiode nam PAE Kerkyra de doelman over. Een jaar later verkaste Giannakopoulos transfervrij naar Panetolikos, waar hij voor twee seizoenen tekende. In 2020 verkaste de doelman naar Apollon Smyrnis. Hier vertrok hij een jaar later zonder gespeeld te hebben. Na een jaar zonder club tekende de Griek medio 2022 voor Zimbru Chisinau. In september 2023 kreeg hij een contract voor een jaar bij Hapoel Petach Tikwa, welke in februari 2024 werd verscheurd. Een maand later tekende hij bij Ekenäs IF, om in juli terug te keren bij Panionios.